# Vincent Keymer
Vincent Keymer, né le 15 novembre 2004, à Mayence en Allemagne, est un grand maître international allemand du jeu d'échecs.

## Biographie et carrière
Vincent Keymer a appris à jouer aux échecs avec ses parents à l'âge de 5 ans.
En 2016, Garry Kasparov a qualifié Keymer, alors âgé de 11 ans, d'« exceptionnel ».
Depuis novembre 2017, Keymer est entraîné par Péter Lékó.
En avril 2018, pourtant tête de série numéro 99, Keymer remporte l'open A du Grenke Chess Open avec un score de 8/9 en battant Richárd Rapport lors de la dernière ronde. Cette performance lui permet d'obtenir sa première norme de grand maître international.
En octobre 2019, Vincent Keymer obtient sa dernière norme et le titre de grand maître international lors du Grand Suisse FIDE 2019.
En 2021, il finit cinquième du tournoi Grand Suisse FIDE disputé à Riga en Lettonie ; ce résultat le qualifie pour le Grand Prix FIDE 2022. Au premier tournoi du Grand Prix disputé à Berlin, Keymer est éliminé lors de la phase de poules (quatrième de son groupe avec 1,5 points sur 6). Lors du deuxième tournoi disputé à Berlin, il finit deuxième de sa poule qualificative et est éliminé de la compétition.
En août 2022, il remporte le championnat d'Allemagne fermé (German Masters 2022).
En 2024, il remporte le mémorial Rubinstein.
En février 2025, il remporte la première manche du Freestyle Chess Grand Slam Tour disputé en Allemagne.